# Dolores Compte
María Dolores Compte Llusá (Reus, Tarragona, 10 de enero de 1964) es una auxiliar contable y política española. 

## Biografía
Nacida el 10 de enero de 1964 en Reus, estudió formación profesional de primer grado y es auxiliar contable de profesión, ejerciendo en una notaría de Reus. Está afiliada al Partido Popular y, después de que Juan Bertomeu abandonara su escaño, fue diputada por la circunscripción electoral de Tarragona entre diciembre de 2003 y enero de 2004. Como diputada fue vocal en la Comisión de Ciencia y Tecnología. Dentro del partido es secretaria general de la junta local de Reus y presidenta comarcal del PP en el Bajo Campo. Fue concejala del PP en el ayuntamiento de Reus.